# Informazione riservata

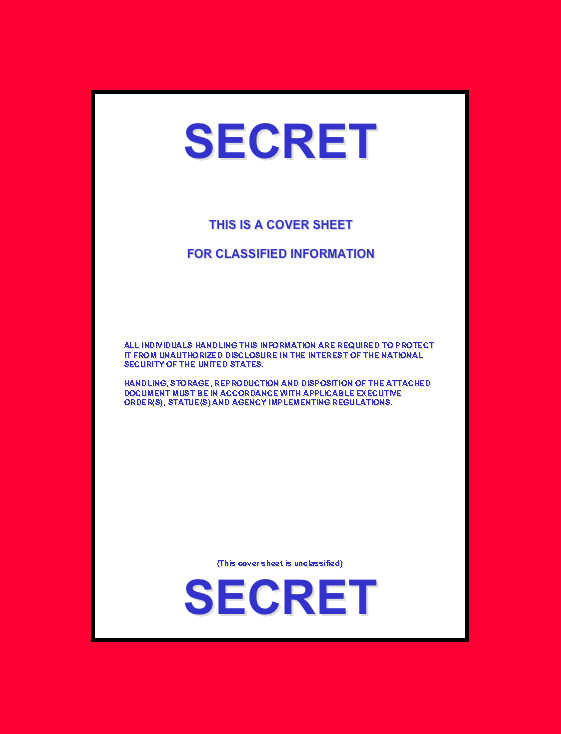
Copertina di fascicolo classificato secret

Con informazione riservata si intende un documento su supporto cartaceo, digitale, audio o video, al quale può accedere soltanto un ristretto numero di persone.
L'espressione viene generalmente usata nel contesto dell'intelligence e dello spionaggio, o ad esempio per indicare le informazioni che siano coperte da segreto di Stato.
In ambito nazionale esistono diverse classifiche di segretezza, simili alle qualifiche di sicurezza in ambito NATO. Altri paesi possiedono differenti sistemi e livelli di classifica delle informazioni.  Per accedere a tali informazioni, in Italia, è richiesto il nulla osta sicurezza.

## Terminologia
In ambito internazionale si utilizzano i termini corrispondenti utilizzati per gli stessi livelli di riservatezza in lingua inglese (NATO) o in lingua francese (Unione europea)
- Restricted / Restreint
- Confidential / Confidentiel
- Secret / Secret (Segreto di Stato)
- Top secret / Très secret (Segreto di Stato)

### Italia
In Italia i documenti ad accesso selezionato sono distinti tradizionalmente nelle quattro categorie di crescente restrizione:
- R - riservato
- RR - riservatissimo
- S - segreto (Segreto di Stato)
- SS - segretissimo (Segreto di Stato)